# Шарнекль
Шарнекль (фр. Charnècles) — коммуна во Франции, находится в регионе Рона — Альпы. Департамент коммуны — Изер. Входит в состав кантона Тюллен. Округ коммуны — Гренобль.
Код INSEE коммуны — 38084. Население коммуны на 2012 год составляло 1496 человек. Населённый пункт находится на высоте от 260  до 405  метров над уровнем моря. Муниципалитет расположен на расстоянии около 460 км юго-восточнее Парижа, 75 км юго-восточнее Лиона, 24 км северо-западнее Гренобля. Мэр коммуны — Christian Jacquier, мандат действует на протяжении 2001—2008 гг.
Динамика населения (INSEE):